# Albert Predeek
Albert Predeek (* 12. August 1883 in Meinerzhagen; † 10. Februar 1956 in Berlin) war ein deutscher Bibliothekar. Als Vertreter der deutschen Dokumentationsbewegung setzte er sich für die systematische Erschließung und Dokumentation technischer Literatur ein. Er war ein Pionier technisch-mechanischer Verfahren, um bibliothekarische Arbeitsvorgänge zu rationalisieren. Als Leiter der Bibliothek der Technischen Hochschule Berlin (ab 1929) baute er dort ab 1933 eine Informationsstelle für technisch-wissenschaftliches Schrifttum auf. Die Bibliothek der TH Berlin etablierte sich dadurch in Deutschland bis zum Zweiten Weltkrieg als eine zentrale technische Bibliothek. Von 1947 bis 1951 leitete Predeek die Universitätsbibliothek Jena.

## Leben
Der Sohn eines Amtsrichters und Bruder des Schriftstellers Franz Predeek (1881–1965) sowie des Kulturhistorikers Rudolf Predeek (1886–1950) studierte nach der Reifeprüfung am Realgymnasium in Münster Geschichte, Philosophie, Mathematik und Geographie an den Universitäten Münster und München sowie Rechtswissenschaft an der Universität Göttingen. Er promovierte 1906 in Münster bei Georg Erler über „Papst Gregor VIII., König Heinrich IV. und die deutschen Fürsten im Investiturstreit“. 1908 legte er sein Staatsexamen ab und absolvierte als Volontär an der Universitätsbibliothek Münster sowie ab Oktober 1910 in Göttingen bei Richard Pietschmann (1851–1923) seine bibliothekarische Ausbildung. Predeek legte 1912 in Berlin die Fachprüfung ab, wurde zum Assistenten an der Preußischen Staatsbibliothek Berlin ernannt, 1914 zum Hilfsbibliothekar und 1916 zum Bibliothekar befördert. Als Offizier einer bayerischen Feldartillerie-Einheit nahm er am Ersten Weltkrieg teil.
Im Jahr 1920 wurde er nach Göttingen beurlaubt. 1922 übernahm er als Nachfolger von Paul Trommsdorff (1870–1940) die Direktion der Bibliothek der Technischen Hochschule Danzig. 1929 folgte er Carl Diesch (1880–1957) als Leiter der Bibliothek der TH Berlin nach, wo er ab 1931 auch einen Lehrauftrag für Bibliothekswissenschaft wahrnahm.
Predeek studierte auf zahlreichen Reisen, die ihn nach Holland, Schweden, Dänemark, Oslo und Großbritannien sowie in die Schweiz, die Tschechoslowakei und die USA führten, das ausländische Bibliothekswesen. Von Februar bis September 1937 lehrte er als Gastprofessor am Iowa State College in Ames (Iowa) deutsches Bibliothekswesen und sammelte praktische Erfahrungen an der College Library.
1941 gehörte Predeek zu den Gründern der Deutschen Gesellschaft für Dokumentation. Das Informationszentrum der TH Berlin unter Predeeks Leitung bearbeitete den technischen Teil für das ab 1942 erscheinende „Referatenblatt“ der Auswertungsstelle der technischen und wirtschaftlichen Weltfachpresse, in welchem Inhaltsangaben von Aufsätzen der ausländischen technischen und wirtschaftlichen Fachpresse einschließlich Patenten angeboten wurden.
Predeek blieb bis 1945 Bibliotheksleiter, hielt sich aber, nachdem die Bibliothek der TH Berlin bei einem alliierten Luftangriff am 22. November 1943 weitgehend vernichtet worden war, ab 1944 überwiegend in der Ausweichstelle der Bibliothek in Roßla auf.
Predeeks Wiedereinstellung als Bibliotheksdirektor der TH Berlin wurde vom Berliner Magistrat abgelehnt. Zum Vorwurf wurde ihm dabei die Mitarbeit am Referatenblatt gemacht, das kriegswichtigen Zielen gedient habe. 1946 bewarb sich Predeek bei der Universität Jena als Bibliotheksleiter und musste dazu nachweisen, dass er dem Nationalsozialismus ferngestanden und kein Mitglied der NSDAP oder einer ihrer Gliederungen gewesen war. Kollegen und Mitarbeiter bezeugten seine Distanz zum Nationalsozialismus. Im November 1947 übernahm er die Leitung der Universitätsbibliothek Jena, wurde aber im November 1951 wegen „ideologischer Diversion“ fristlos entlassen. Er zog nach West-Berlin, wo er als Honorarprofessor für Bibliothekswissenschaft an der FU Berlin lehrte.

## Wirken
Predeek gehört zu den Vertretern der deutschen Dokumentationsbewegung, die sich praktisch und theoretisch mit den Problemen der Dokumentation auseinandersetzte. Er regte durch seinen Vortrag „Die Bibliotheken und die Technik“ auf dem 23. Bibliothekartag 1927 die Gründung einer Kommission für technische Bibliotheken und technisches Schrifttum an, die Maßnahmen entwickeln sollte, um den Bedarf an technischer Literatur durch Ordnung und koordinierte Nutzbarmachung des vorhandenen Materials zu befriedigen. Dabei bemühte er sich, wenngleich ohne dauerhaften Erfolg, um eine Kooperation mit Industrie und Technik und um eine Verbindung aller auf dem Gebiet des Bibliothekswesens und Literaturnachweises tätigen Kräfte. In der Kommission richtete er mit dem Leiter der Bibliothek der TH Hannover, Paul Trommsdorff, eine Vermittlungsstelle für den Quellennachweis beim Deutschen Verband technisch-wissenschaftlicher Vereine in Berlin ein.
1933 gelang es Predeek, mit Hilfe der Industrie an der TH Berlin eine „Informationsstelle für technisch-wissenschaftliches Schrifttum“ einzurichten. 

„Diese Stelle dient der technischen Forschung und Praxis, in erster Linie technischen Firmen, Verbänden und Instituten, die sich aus der Literatur über den Stand eines Problems, über ein Produktionsverfahren oder eine Patentfrage usw. unterrichten wollen. Die Informationsstelle liefert in solchen Fällen Literatur-Nachweisungen, vor allem aus der Zeitschriften- und Patentliteratur des In- und Auslandes, älterer sowie neuerer Zeit. Die Bearbeitung der einlaufenden Anfragen erfolgt durch theoretisch und praktisch erfahrene Ingenieure, unter Anwendung bibliothekstechnischer Methoden derart, daß das einschlägige Schrifttum gesammelt, gesichtet, geprüft und als „Literaturrecherche“ gegen eine mäßige Gebühr übersandt wird“

Auch während des Zweiten Weltkriegs wurden ausländische naturwissenschaftliche und technische Zeitschriften mitunter auf nachrichtendienstlichem Weg erworben und hauptsächlich über das Informationszentrum an der TH Berlin und das Hamburgische Weltwirtschaftsarchiv ausgewertet und über eine von 1942 bis November 1944 monatlich erscheinende Referatezeitschrift verbreitet.
Mitte 1943 stellte die Informationsstelle ihre Mitarbeit am Referatenblatt ein. Zu diesem Zeitpunkt war jedoch bereits absehbar, dass die Informationsstelle künftig eng mit dem Reichsforschungsrat (RFR) zusammenarbeiten würde. Predeek wurde am 17. Mai 1943 von Rudolf Mentzel zum Leiter der „Kartei und Informationsstelle des Geschäftsführenden Beirats  im Reichsforschungsrat“ ernannt und dadurch ein Mentzel direkt unterstellter Sachbearbeiter beim geschäftsführenden Beirat des RFR. Sein Informationsdienst sollte die Frage beantworten: „Durch wen, wo, worüber, mit welchen Mitteln, mit welchem Ergebnis wird gegenwärtig geforscht?“ Als erstes begann man mit dem Aufbau einer zentralen Kartei der Forscher, Forschungsinstitute und Forschungsgebiete. Ergänzend sollte ein umfassender bibliographischer Dienst eingerichtet werden, sodass die Zeitschriftenliteratur der TWWA der Bibliothek der TH auch weiterhin zur Verfügung gestellt wurde. Finanziert wurden die Arbeiten vom Reichsforschungsrat. Nach der Zerstörung der TH-Bibliothek wurde ab 1944 im Ausweichquartier der Bibliothek auf Schloss Roßla weitergearbeitet, und in Roßla eigens eine Druckerei gekauft. Die Kartei wurde bis Dezember 1944 fertiggestellt.
Bereits seit seinem Amtsantritt in Berlin 1929 hatte sich Predeek darum bemüht, durch technisch-mechanische Verfahren Arbeitsvorgänge, etwa durch eine Adressiermaschine (Adrema) für die Produktion von Katalogkarten und die Herstellung von Titellisten, zu rationalisieren, um mehr Literatur auswerten und erschließen zu können. Die Addressiermaschine ermöglichte eine Vervielfältigung der Titel auch im Listendruck und die Erstellung von Auswahllisten nach sachlichen Gesichtspunkten. Es handelte sich somit um eine erste mechanisierte Dokumentation für bibliographisch selbständige Schriften.
Auch an der Universitätsbibliothek in Jena gründete Predeek mit Unterstützung der Firmen Carl Zeiss und Schott eine Auskunftsstelle für Technik und Naturwissenschaft, deren Tätigkeit im Wesentlichen der Tätigkeit der Informationsstelle an der TH Berlin entsprach.

## Schriften
- Papst Gregor VII., König Heinrich IV. und die deutschen Fürsten im Investiturstreit. Coppenrath, Münster 1907.
- Zur Organisation des wissenschaftlichen Dienstes an den preußischen Bibliotheken. ZfB, Leipzig 1921.
- Die Bibliotheken und die Technik. 1927.
- Bibliotheksbesuche eines gelehrten Reisenden im Anfange des 18. Jahrhunderts. In: Zentralblatt für Bibliothekswesen.45 (1928) 1928, S. 221–265, 342–354, 393–407.
- Die Lage der deutschen Hochschulbibliotheken. s.n, Leipzig 1929.
- Die Adrema-Maschine als Organisationsmittel im Bibliotheksbetriebe. Organisation, Berlin 1930.
- Die mechanische Herstellung und Auswertung des technisch-wissenschaftlichen Literaturnachweises. Muusses, Purmerend 1930.
- Die Ausleihkontrolle der Bibliothek mit Hilfe der Flachkartei. Muusses, Purmerend 1931.
- Das moderne englische Bibliothekswesen. Harrassowitz, Leipzig 1933.
- Die amerikanische Bibliothek. Idee und Gestaltg. Harrassowitz, Leipzig 1938.
- Gegenwartsprobleme des Amerikanischen Bibliothekswesens. In: Zentralblatt für Bibliothekswesen, 57 (1940), S. 445–461.
- Geschichte der Bibliotheken in Grossbritannien und in den Vereinigten Staaten von Nordamerika. O. Harrassowitz, Leipzig 1940. = F. Milkau (Hg.): Handbuch der Bibliothekswissenschaft, Bd. 3, Geschichte der Bibliotheken. (1940), S. 855–975.
  - Übersetzung: A History of Libraries in Great Britain and North America. Translated by Lawrence S. Thompson., Chicago 1947.
- Technische Hochschule Berlin. In: Die deutschen Technischen Hochschulen : ihre Gründung und geschichtliche Entwicklung. 1941, S. 25–44.
- Die Universitätsbibliothek Jena. 1945 - 1950, ein Fünfjahrsbericht. In: Zentralblatt für Bibliothekswesen 64 (1950), H. 7/8.
- Die Bibliothekswissenschaft als Disziplin und Universitätslehrfach. In: Aus der Welt des Buches : Festgabe zum 70. Geburtstag von Georg Leyh. 1950, S. 169–184.
- Hundert Jahre freie öffentliche Bibliotheken. In: Zentralblatt für Bibliothekswesen 65 (1951), H. 1/2.
- Aus englischen Bibliotheken. Beobachtungen auf einer Studienreise. In: Libri : international journal of libraries and information services. 5, Nr. 3 (1954), S. 201–222.
- Die englischen Bibliotheken seit der Reformation. Harrassowitz, Wiesbaden 1957.